# Georg von Kameke (général, 1770)
Ne doit pas être confondu avec Georg von Kameke (général, 1817).
Georg Christian Friedrich von Kameke (né le 10 août 1770 à Gut Freudenthal et mort le 16 octobre 1837 à Stettin) est un generalleutnant prussien.

## Biographie

### Origine
Ses parents sont le capitaine prussien Heinrich Arnold Friedrich Wilhelm von Kameke (de) (né le 22 juin 1743 et mort le 10 avril 1827) et son épouse Friederike Augustine, née Christgan (née le 18 décembre 1742 et mort le 27 juin 1787).

### Carrière militaire
Kameke étudie dans diverses écoles où son père est en poste, à Heiligenbeil, Königsberg et Francfort-sur-l'Oder. Le 5 avril 1785, il rejoint le 1er régiment de dragons « von Wylich und Lottum (de) » de l'armée prussienne en tant que Junker. Là, il est promu le 26 juillet 1787 enseigne et participe à la campagne de Hollande la même année.
Le 26 mai 1788, il devient sous-lieutenant. Pendant la guerre de la première coalition, Kameke combat dans la bataille de Valmy, les batailles de Pirmasens et Kaiserslautern et les batailles de Stromberg, Deux-Ponts et Hermersberg. Dans une escarmouche à Kettrichhof, il bat les attaquants français, capture deux canons et fait quelques prisonniers. Pour cela, Kameke reçoit le 21 août 1793 l'ordre Pour le Mérite. Il n'a que 23 ans à l'époque. À la fin de février 1806, il est promu capitaine d'état-major. Pendant la guerre de la quatrième coalition, il combat dans la bataille près de Ratzebourg et est capturé avec la reddition à Ratekau, mais est échangé à nouveau. Il est ensuite grièvement blessé dans la bataille près de Dirschau, mais peut se démarquer à nouveau dans la défense de Dantzig. Le 17 décembre 1807, il est alors capitaine et chef d'escadron du régiment de dragons brandebourgeois. Il est promu major le 21 octobre 1812 et combat la même année dans les batailles à Gräfenthal, Wollgrund et Garossenkrug. Le 12 novembre 1812, il est nommé chef d'escadron du régiment de dragons lituanien et le 11 juillet 1813 puis est transféré au 2e régiment de dragons prussien-occidental.
Pendant la campagne d'Allemagne, Kameke combat dans les batailles de Lützen et Bautzen, où il reçoit la Croix de fer de 2e classe  Il combat également à Gross Beeren, Dennewitz (où il reçoit la Croix de fer de 1re classe), Leipzig, Laon et les batailles de Danigkow, Colditz, Königswartha, Arnheim, Crespy et West-Malen. À cette époque, il est promu le 8 décembre 1813 lieutenant-colonel et le 12 mai 1814 commandant du régiment de dragons «reine». En 1815, il combat à Ligny, où son cheval est abattu, et à Waterloo, où il reçoit l'Ordre de Sainte-Anne de 2e classe. Le 2 octobre 1815, il est promu colonel.
Après la guerre, il est nommé le 5 mai 1821 commandant de la 3e Brigade de la Landwehr et s'agrège au régiment. Le 20 mars 1821, il reçoit la permission de porter l'uniforme du 2e régiment de cuirassiers formé à partir du régiment de dragons "reine". Le 30 mars 1822, il est promu major général avec un brevet daté du 31 mars 1822. Récompensé par l'Ordre de l'Aigle rouge de 2e classe avec des feuilles de chêne, Kameke est libéré le 17 mars 1835 en tant que Generalleutnant avec une pension de 2700 thalers. Il décède d'une hydropisie de la poitrine le 16 octobre 1837 à Stettin

### Famille
Il se marie le 26 juillet 1816 à Friedeberg avec Henriette Luise Karoline Lehmann (née le 17 février 1795 et morte le 20 octobre 1878). Le couple a les enfants suivants:
- Georg Arnold Karl (181-1893), ministre prussien de la Guerre marié en 1863 avec Helene Emilie Charlotte von Oelsen (née le 12 novembre 1839 et morte le 10 août 1907)
- Hermann Friedrich Wilhelm (de) (1819-1889), général d'infanterie prussien
- Alexander Paul August Theodor (né le 2 janvier 1824 et mort le 16 août 1870), colonel, décède près de Vionville en tant que commandant du 91e régiment d'infanterie (de) marié avec Marie Wächter (née le 17 septembre 1829)

Sa veuve reçoit une subvention royale à sa pension de veuve de 500 thalers.